# Meier-Gorlin-Syndrom
Das Meier-Gorlin-Syndrom ist eine sehr seltene angeborene Erkrankung mit einer Kombination von Ohrmuschelfehlbildung (Mikrotie), Kleinwuchs, fehlender Kniescheibe, weiteren Skelettveränderungen und Gesichtsauffälligkeiten.
Synonyme sind: Ohr-Patella-Kleinwuchs-Syndrom; englisch MGORS; Ear, Patella, Short Stature Syndrome; Eps; Microtia, Absent Patellae, Micrognathia Syndrome.
Die Bezeichnung bezieht sich auf die Erstautoren von Beschreibungen aus dem Jahre 1959 durch den tschechischen Arzt Zdenek Meier und Mitarbeiter als Franceschetti-Syndrom und durch den US-amerikanischen Humangenetiker und Stomatologen Robert James Gorlin (1923–2006) und Mitarbeiter aus dem Jahre 1975.

## Verbreitung
Die Häufigkeit wird mit unter 1 zu 1.000.000 angegeben, bislang wurde über etwa 50 Betroffene berichtet. Die Vererbung erfolgt je nach Ursache entweder autosomal-dominant oder autosomal-rezessiv.

## Ursache
Je nach zugrunde liegender Mutation können folgende Typen unterschieden werden:
- Typ 1 mit Mutationen im ORC1-Gen auf Chromosom 1 Genort p32.3[4]
- Typ 2 mit Mutationen im ORC4-Gen auf Chromosom 2 an q23.1[5]
- Typ 3 mit Mutationen im ORC6-Gen auf Chromosom 16 an q11.2[6]
- Typ 4 mit Mutationen im CDT1-Gen auf Chromosom 16 an q24.3[7]
- Typ 5 mit Mutationen im CDC6-Gen auf Chromosom 17 an q21.2[8]
- Typ 6 mit Mutationen im GMNN-Gen auf Chromosom 6 an p22.3[9]
- Typ 7 mit Mutationen im CDC45L-Gen auf Chromosom 22 an q11.21[10]

## Klinische Erscheinungen
Im Vordergrund steht der bereits vorgeburtlich einsetzende Kleinwuchs.
Regelmäßig finden sich weitere Fehlbildungen insbesondere der Ohrmuschel, ein Fehlen der Kniescheibe und eine Gesichtsauffälligkeit mit hoher Stirn, Mikrogenie, ausgeprägter Faltenbildung zwischen Nasenflügeln und Mundwinkeln und dreieckigem Gesicht.
Hinzu können Skelettveränderungen mit Ausrenkung des Ellenbogengelenkes, schmalen Rippen und Röhrenknochen, Klinodaktylie oder hakenförmiger Form des Schlüsselbeines kommen. Das Skelettalter ist verzögert, die großen Epiphysen sind abgeflacht.

## Diagnose
Die Vermutung ergibt sich aus der Kombination der klinischen Befunde und kann humangenetisch gesichert werden.

## Therapie
Eine ursächliche Behandlung ist nicht bekannt.